# Селвапијана (Сондрио)
Селвапијана је насеље у Италији у округу Сондрио, региону Ломбардија.
Према процени из 2011. у насељу је живело 11 становника. Насеље се налази на надморској висини од 429 м.